# Alfred Chavannes
Alfred Chavannes (La Sarraz, 2 de enero de 1836-Aigle, 10 de enero de 1884) fue un pintor paisajista suizo de la escuela de Düsseldorf.
Estudió Arquitectura en Lausana, pero finalmente decidió estudiar pintura, algunos de sus maestros fueron Jean Bryner, Alexandre Calame y Oswald Achenbach. Sus obras fueron exhibidas en Berlín y Düsseldorf. Son famosos sus paisajes alpinos y sus vistas lacustres.